# Voie de signalisation Wnt

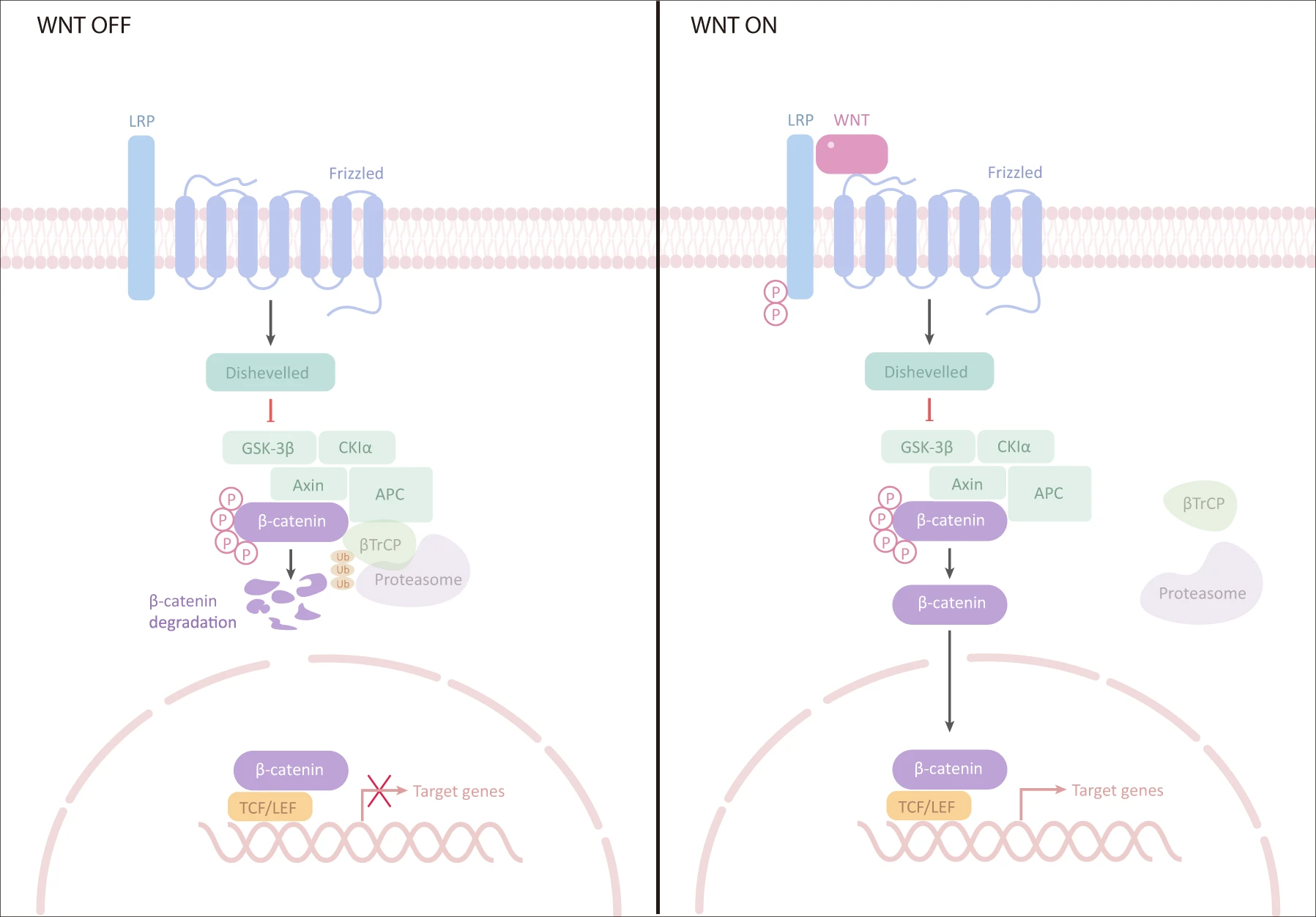
Voie de signalisation Wnt/β-caténine. À gauche (inactivation de la signalisation Wnt) : en l’absence de signalisation Wnt, la β-caténine est dégradée par des complexes protéiques. À droite (activation de la signalisation Wnt) : la signalisation Wnt est activée par la liaison à son récepteur, ce qui induit la liaison d'AXIN à la protéine liée au récepteur des lipoprotéines phosphorylées (LRP).

Les voies de signalisation Wnt sont un groupe de voies de signalisation de signaux qui commencent par des protéines qui transmettent des signaux dans une cellule via des Récepteurs transmembranaires. Le nom Wnt est un mot-valise créé à partir des noms Wingless (en français « sans aile ») et Int-1 (en français « site d'intégration »). Les voies de signalisation Wnt utilisent soit la communication intercellulaire à proximité (paracrine), soit la communication au sein de la même cellule (autocrine). Ils sont hautement conservés au cours de l'évolution chez les animaux, ce qui signifie qu'ils sont similaires dans toutes les espèces animales, depuis les drosophiles jusqu'aux humains,.
Trois voies de signalisation Wnt ont été caractérisées : la voie canonique Wnt, la voie Wnt non canonique qui contrôle la polarité cellulaire planaire et la voie non canonique Wnt/calcium. Les trois voies sont activées par la liaison d'un ligand de la protéine Wnt à un récepteur de la famille Frizzled, qui transmet le signal biologique à la protéine Dishevelled à l'intérieur de la cellule. La voie canonique Wnt conduit à la régulation de la transcription des gènes et serait régulée négativement en partie par le gène SPATS1. La voie de polarité cellulaire planaire non canonique régule le cytosquelette responsable de la forme de la cellule. La voie non canonique Wnt/calcium régule le calcium à l’intérieur de la cellule.
La signalisation Wnt a d’abord été identifiée pour son rôle dans la carcinogenèse, puis pour sa fonction dans l'embryogenèse. Les processus embryonnaires qu'il contrôle comprennent la configuration des axes corporels, la différenciation cellulaire, la Prolifération cellulaire et la migration cellulaire. Ces processus sont nécessaires à la formation adéquate de tissus importants, notamment les os, le cœur et les muscles. Son rôle dans le développement embryonnaire a été découvert lorsque des mutations génétiques dans les protéines de la voie Wnt ont produit des embryons anormaux de drosophiles. Des recherches ultérieures ont révélé que les gènes responsables de ces anomalies influençaient également le développement du cancer du sein chez la souris. La signalisation Wnt contrôle également la régénération des tissus dans la moelle osseuse, la peau et l'intestin des adultes.
L'importance clinique de cette voie a été démontrée par des mutations qui conduisent à diverses maladies, notamment le cancer du sein et de la prostate, le glioblastome, le diabète de type 2 et d'autres,. Ces dernières années, les chercheurs ont signalé pour la première fois l’utilisation réussie d’inhibiteurs de la voie Wnt dans des modèles murins de maladies.

## Histoire et étymologie
La découverte de la signalisation Wnt a été influencée par la recherche sur les rétrovirus oncogènes (causant le cancer). En 1982, Roel Nusse et Harold Varmus ont infecté des souris avec le virus de la tumeur mammaire de la souris (MMTV) afin de faire muter les gènes de la souris afin de déterminer quels gènes mutés pourraient provoquer des tumeurs du sein. Ils ont identifié un nouveau proto-oncogène de souris qu'ils ont nommé int1 (« site d'intégration 1»),.
Int1 est hautement conservé dans plusieurs espèces, notamment les humains et la drosophile. Sa présence chez la drosophile a conduit les chercheurs à découvrir en 1987 que le gène int1 chez la drosophile était en fait le gène déjà connu et caractérisé de la drosophile connu sous le nom de Wingless (Wg) Puisque des recherches antérieures de Christiane Nüsslein-Volhard et Eric F. Wieschaus (qui leur ont valu le prix Nobel de physiologie ou médecine en 1995) avaient déjà établi la fonction de Wg en tant que gène de polarité segmentaire impliqué dans la formation de l'axe corporel au cours du développement embryonnaire, les chercheurs ont déterminé que l'int1 des mammifères découvert chez la souris est également impliqué dans le développement embryonnaire.
La poursuite des recherches a conduit à la découverte d'autres gènes liés à int1 ; cependant, comme ces gènes n’ont pas été identifiés de la même manière que int1, la nomenclature des gènes int était inadéquate. Ainsi, la famille int/Wingless est devenue la famille Wnt et int1 est devenue Wnt1.

## Protéines
Wnt comprend une famille diversifiée de glycoprotéines de signalisation sécrétées modifiées par des lipides et d'une longueur de 350 à 400 acides aminés. La modification lipidique de tous les Wnts est la palmitoléoylation d'un seul résidu cystéine totalement conservé. La palmitoléoylation est nécessaire pour la liaison de Wnt à sa protéine porteuse Wntless (WLS) afin qu'elle puisse être transportée vers la membrane plasmique pour la sécrétion et permet à la protéine Wnt de se lier à son récepteur Frizzled, Les protéines Wnt subissent également une glycosylation, qui fixe un glucide afin d'assurer une bonne sécrétion. Dans la signalisation Wnt, ces protéines agissent comme des ligands pour activer les différentes voies Wnt via les voies paracrine et autocrine,.
Ces protéines sont hautement conservées d’une espèce à l’autre. On les retrouve chez la souris, l'humain, le Xenopus, le zebrafish, la drosophile et bien d'autres.

## Mécanisme

### Origine
La signalisation Wnt commence lorsqu'une protéine Wnt se lie au domaine extracellulaire N-terminal riche en cystéine d'un récepteur de la famille Frizzled (Fz). Ces récepteurs constituent une famille distincte de récepteurs couplés aux protéines G (GPCR). Cependant, pour faciliter la signalisation Wnt, des co-récepteurs peuvent être nécessaires parallèlement à l'interaction entre la protéine Wnt et le récepteur Frizzled. Les exemples incluent la protéine liée au récepteur des lipoprotéines (LRP5 et LRP6), le récepteur à activité tyrosine kinase (RTK) et ROR2. Lors de l'activation du récepteur, un signal est envoyé à la phosphoprotéine Disheveled (Dsh), située dans le cytoplasme. Ce signal est transmis via une interaction directe entre Frizzled et Disheveled. Les protéines Disheveled sont présentes dans tous les organismes et partagent toutes les domaines protéiques hautement conservés suivants : un domaine DIX amino-terminal, un domaine PDZ central et un domaine DEP carboxy-terminal. Ces différents domaines sont importants car après Disheveled, le signal Wnt peut se diviser en plusieurs voies et chaque voie interagit avec une combinaison différente des trois domaines.

### Voies canoniques et non canoniques

Les trois principales voies de signalisation Wnt dans la transduction du signal biologique.

Les trois voies de signalisation Wnt les mieux caractérisées sont la voie canonique Wnt, la voie non canonique de polarité cellulaire planaire et la voie non canonique Wnt/calcium. Comme leurs noms l’indiquent, ces voies appartiennent à l’une des deux catégories suivantes : canoniques ou non canoniques. La différence entre les catégories est qu'une voie canonique implique la protéine bêta-caténine tandis qu'une voie non canonique fonctionne indépendamment de cette protéine.

#### Voie canonique
La voie canonique Wnt (ou voie Wnt/β-caténine) est la voie Wnt qui provoque une accumulation de β-caténine dans le cytoplasme et son éventuelle translocation dans le noyau pour agir comme coactivateur transcriptionnel des facteurs de transcription appartenant à la famille TCF/LEF. Sans Wnt, la β-caténine ne s’accumulerait pas dans le cytoplasme puisqu’un complexe de destruction la dégraderait normalement. Ce complexe de destruction comprend les protéines suivantes : Axine, adénomatose polypose coli (APC), protéine phosphatase 2A (PP2A), glycogène synthase kinase 3 (GSK3) et Caséine kinase 1 alpha (CK1α),. Il dégrade la β-caténine en la ciblant pour l'ubiquitination, qui l'envoie ensuite au protéasome pour y être digérée,. Cependant, dès que Wnt lie Frizzled et LRP5/6, la fonction du complexe de destruction est perturbée. Cela est dû au fait que Wnt provoque la translocation du régulateur Wnt négatif, Axine, et du complexe de destruction vers la membrane plasmique. La phosphorylation par d'autres protéines du complexe de destruction lie ensuite l'Axine à la queue cytoplasmique de LRP5/6. L'axine devient déphosphorylée et sa stabilité et ses niveaux diminuent. Dishevelled est alors activé par phosphorylation et ses domaines DIX et PDZ inhibent l'activité GSK3 du complexe de destruction. Cela permet à la β-caténine de s'accumuler et de se localiser dans le noyau et d'induire ensuite une réponse cellulaire via l'activation de géne aux côtés des facteurs de transcription TCF/LEF,. La β-caténine recrute d'autres coactivateurs transcriptionnels, tels que BCL9, Pygopus et Parafibromin/Hyrax.
Cependant, il manque encore une théorie unifiée sur la façon dont la β-caténine pilote l'expression des gènes cibles, et des acteurs spécifiques aux tissus pourraient aider la β-caténine à définir ses gènes cibles. La diversité des protéines interagissant avec la β-caténine complique notre compréhension : la β-caténine peut être directement phosphorylée au niveau de Ser552 par Akt, ce qui provoque sa dissociation des contacts inter-cellulaire et son accumulation dans le cytosol, par la suite 14-3-3ζ interagit avec la β-caténine (pSer552) et améliore sa translocation nucléaire. Il a été rapporté que BCL9 et Pygopus possèdent en fait plusieurs fonctions indépendantes de la β-caténine (donc probablement indépendantes de la signalisation Wnt),,.

#### Voie non canonique
La voie non canonique de polarité cellulaire planaire n’implique pas la β-caténine. Elle n’utilise pas LRP-5/6 comme co-récepteur et utiliserait NRH1, Ryk, PTK7 ou ROR2. La voie PCP est activée via la liaison de Wnt à Frizzled et à son co-récepteur. Le récepteur recrute ensuite Disheveled, qui utilise ses domaines PDZ et DIX pour former un complexe avec l'activateur de morphogenèse 1 associé à Dishevelled (DAAM1). Daam1 active ensuite la petite protéine G Rho via un facteur d'échange de guanine. Rho active la protéine kinase associée à Rho (ROCK), qui est l'un des principaux régulateurs du cytosquelette. Dishevelled forme également un complexe avec RAC1 et assure la médiation de la liaison de la profiline à l'actine. Rac1 active JNK et peut également conduire à la polymérisation de l'actine. La liaison de la profiline à l'actine peut entraîner une restructuration du cytosquelette et à la gastrulation,.
La voie non canonique Wnt/calcium n’implique pas non plus la β-caténine. Son rôle est d'aider à réguler la libération de calcium par le réticulum endoplasmique afin de contrôler les niveaux de calcium intracellulaire. Comme les autres voies Wnt, lors de la liaison du ligand, le récepteur Frizzled activé interagit directement avec Dishevelled et active des domaines spécifiques de la protéine Dishevelled. Les domaines impliqués dans la signalisation Wnt/calcium sont les domaines PDZ et DEP. Cependant, contrairement aux autres voies Wnt, le récepteur Frizzled s’interface directement avec une protéine G trimérique. Cette co-stimulation de Dishevelled et de la protéine G peut conduire à l'activation de la phospholipase C ou de la phosphodiestérase spécifique du GMPc. Si la phospholipase C est activé, le composant de la membrane plasmique PIP2 est scindé en DAG et IP3. Lorsque IP3 se lie à son récepteur sur le réticulum endoplasmique, du calcium est libéré. Des concentrations accrues de calcium et de DAG peuvent activer Cdc42 via la protéine kinase C. Cdc42 est un régulateur important de la structuration ventrale. L'augmentation du calcium active également la calcineurine et CaMKII. CaMKII induit l'activation du facteur de transcription NFAT, qui régule l'adhésion cellulaire, la migration et la séparation des tissus. La calcineurine active les kinases TAK1 et NLK, qui peuvent interférer avec la signalisation TCF/β-Caténine dans la voie canonique Wnt. Cependant, si la PDE est activée, la libération de calcium du réticulum endoplasmique est inhibée. La phosphodiestérase y intervient via l'inhibition de la protéine kinase G, qui provoque ensuite l'inhibition de la libération de calcium.

### Voie Wnt intégrée
La distinction binaire des voies de signalisation Wnt canoniques et non canoniques a fait l'objet d'un examen minutieux et une voie Wnt intégrée et convergente a été proposée. Certaines preuves ont été trouvées pour le ligand Wnt (WNT5A). Des preuves d'une voie de signalisation convergente Wnt qui montre l'activation intégrée de la signalisation Wnt/Ca2+ et Wnt/β-caténine, pour plusieurs ligands Wnt, ont été décrites dans des lignées cellulaires de mammifères.

### Autres voies de signalisation
La signalisation Wnt régule également un certain nombre d’autres voies de signalisation qui n’ont pas été aussi bien élucidées. L'une de ces voies inclut l'interaction entre Wnt et GSK3. Au cours de la croissance cellulaire, Wnt peut inhiber GSK3 afin d'activer mTOR en l'absence de β-caténine. Cependant, Wnt peut également servir de régulateur négatif de mTOR via l'activation du suppresseur de tumeur TSC2, qui est régulé positivement via l'interaction Disheveled et GSK3. Au cours de la myogenèse, Wnt utilise la protéine kinase A et CREB pour activer les gènes MyoD et Myf5. Wnt agit également en collaboration avec Ryk et Src pour permettre la régulation de la répulsion neuronale pendant le guidage axonal. Wnt régule la gastrulation lorsque Kératine 1 sert d'inhibiteur de Rap1-ATPase afin de moduler le cytosquelette pendant la gastrulation. Une régulation plus poussée de la gastrulation est obtenue lorsque Wnt utilise ROR2 ainsi que les voies CDC42 et JNK pour réguler l'expression de la protocadhérine. Dishevelled peut également interagir avec aPKC, Pa3, Par6 et LGl afin de contrôler la polarité cellulaire et le développement des microtubules du cytosquelette. Bien que ces voies chevauchent les composants associés à la signalisation PCP et Wnt/Calcium, elles sont considérées comme des voies distinctes car elles produisent des réponses différentes.

## Régulation
Afin d'assurer un bon fonctionnement, la signalisation Wnt est constamment régulée en plusieurs points au cours de son mécanisme. Par exemple, les protéines Wnt sont palmitoylées. La protéine PORCN intervient dans ce processus, ce qui signifie qu’elle aide à réguler le moment où le ligand Wnt est sécrété en déterminant le moment où il est complètement formé. La sécrétion est en outre contrôlée par des protéines telles que GPR177 et des complexes tels que le complexe rétromère,.
Lors de la sécrétion, le ligand peut être empêché d'atteindre son récepteur grâce à la liaison de protéines telles que les stabilisants Dally et glypican 3, qui inhibent la diffusion. Dans les cellules cancéreuses, les chaînes d'héparane sulfate, et la protéine centrale de GPC3, sont impliquées dans la régulation de la liaison Wnt et de l'activation de la prolifération cellulaire,. Wnt reconnaît une structure héparane sulfate sur GPC3, qui contient IdoA2S et GlcNS6S, et la 3-O-sulfation dans GlcNS6S3S améliore la liaison de Wnt au glypican héparane sulfate. Un domaine riche en cystéine au niveau du lobe N de GPC3 a été identifié pour former un sillon hydrophobe se liant à Wnt, comprenant la phénylalanine-41 qui interagit avec Wnt,. Le blocage du domaine de liaison Wnt à l'aide d'un nanocorps appelé HN3 peut inhiber l'activation de Wnt.
Au récepteur Frizzled, la liaison de protéines autres que Wnt peut contrarier la signalisation. Les antagonistes spécifiques comprennent Dickkopf, le facteur inhibiteur Wnt 1, les protéines sécrétées Frizzled-rated, Cerberus, Frzb, Wise, Sclérostine et Nkd. Ceux-ci constituent des inhibiteurs de la signalisation Wnt. Mais d’autres molécules agissent également comme activateurs. Norrin et R-Spondin2 activent la signalisation Wnt en l'absence de ligand Wnt.
Les interactions entre les voies de signalisation Wnt régulent également la signalisation Wnt. Comme mentionné précédemment, la voie Wnt/calcium peut inhiber la voie TCF/β-caténine, empêchant ainsi la signalisation canonique de la voie Wnt,. La prostaglandine E2 est un activateur essentiel de la voie de signalisation canonique Wnt. L'interaction de la prostaglandine E2 avec ses récepteurs E2/E4 stabilise la β-caténine par phosphorylation médiée par l'AMPc/PKA. La synthèse de prostaglandine E2 est nécessaire pour les processus médiés par la signalisation Wnt tels que la régénération tissulaire et le contrôle de la population de cellules souches chez le zebrafish et la souris. Curieusement, les régions non structurées de plusieurs protéines intrinsèquement désordonnées jouent un rôle crucial dans la régulation de la signalisation Wnt.

## Réponses cellulaires induites

### Développement embryonnaire
La signalisation Wnt joue un rôle essentiel dans le développement embryonnaire. Il fonctionne à la fois chez les vertébrés et les invertébrés, notamment les humains, les grenouilles, le zebrafish, C. elegans, la drosophile et autres. Il a été trouvé pour la première fois dans le segment de polarité de la drosophile, où il aide à établir les polarités antérieure et postérieure. Il est impliqué dans d'autres processus de développement. Comme sa fonction chez la drosophile le suggère, il joue un rôle clé dans la formation des axes corporels, en particulier dans la formation des axes antéropostérieur et dorsoventral. Il est impliqué dans l’induction de la différenciation cellulaire pour favoriser la formation d’organes importants tels que les poumons et les ovaires. Wnt assure en outre le développement de ces tissus grâce à une régulation appropriée de la prolifération et de la migration cellulaire. Les fonctions de signalisation Wnt peuvent être divisées en structuration des axes, spécification du destin cellulaire, prolifération cellulaire et migration cellulaire.

#### Formation des axes
Au début du développement embryonnaire, la formation des axes primaires du corps est une étape cruciale dans l’établissement du plan corporel global de l’organisme. Les axes comprennent l'axe antéropostérieur, l'axe dorsoventral et l'axe droite-gauche. La signalisation Wnt est impliquée dans la formation des axes antéropostérieur et dorsoventral. L'activité de signalisation Wnt dans le développement antéro-postérieur peut être observée chez les mammifères, les poissons et les grenouilles. Chez les mammifères, la ligne primitive et d'autres tissus environnants produisent les composés morphogéniques Wnts, BMP, FGF, Nodal et l'acide rétinoïque pour établir la région postérieure au cours de la gastrula tardive. Ces protéines forment des gradients de concentration. La zone de concentration la plus élevée établissent la région postérieure tandis que la zone de concentration la plus faible indiquent la région antérieure. Chez les poissons et les grenouilles, la β-caténine produite par la signalisation canonique Wnt provoque la formation de centres organisateurs qui, aux côtés des BMP, provoquent une formation postérieure. L'implication de Wnt dans la formation de l'axe dorsoventral peut être observée dans l'activité de formation de l'organisateur Spemann, qui établit la région dorsale. La voie de signalisation Wnt/β-caténine induit la formation de cet organisateur via l'activation des gènes twin et siamois,. De même, dans la gastrulation aviaire, les cellules de la faucille de Koller expriment différents gènes marqueurs mésodermiques qui permettent le mouvement différentiel des cellules lors de la formation de la strie primitive. La signalisation Wnt activée par les FGF est responsable de ce mouvement.
La signalisation Wnt est également impliquée dans la formation d’axes de parties spécifiques du corps et de systèmes organiques plus tard dans le développement. Chez les vertébrés, les gradients de signalisation morphogénétique Sonic hedgehog et Wnt établissent l'axe dorsoventral du système nerveux central au cours de la structuration axiale du tube neural. La signalisation Wnt élevée établit la région dorsale tandis que la signalisation Shh élevée indique la région ventrale. Wnt est impliqué dans la formation de l'axe dorsoventral du système nerveux central grâce à son implication dans le guidage des axones. Les protéines Wnt guident les axones de la moelle épinière dans une direction antéro-postérieure. Wnt est également impliqué dans la formation de l’axe dorsoventral des membres. Plus précisément, WNT7A aide à produire la configuration dorsale du membre en développement,.
Dans le modèle de développement des ondes de différenciation embryonnaire, Wnt joue un rôle essentiel en tant que complexe de signalisation dans les cellules compétentes prêtes à se différencier. Wnt réagit à l'activité du cytosquelette, stabilisant le changement initial créé par une onde passagère de contraction ou d'expansion et signale simultanément au noyau par l'utilisation de ses différentes voies de signalisation la vague à laquelle la cellule individuelle a participé. L'activité de Wnt amplifie ainsi signalisation mécanique qui se produit au cours du développement,.

#### Spécification de la différentiation cellulaire
La différenciation cellulaire est un processus par lequel des cellules indifférenciées peuvent devenir un type cellulaire plus spécialisé. La signalisation Wnt induit la différenciation des cellules souches pluripotentes en cellules progénitrices du mésoderme et de l'endoderme. Ces cellules progénitrices se différencient ensuite en types de cellules tels que les lignées de muscles lisses endothéliaux, cardiaques et vasculaires. La signalisation Wnt induit la formation de sang à partir des cellules souches. Plus précisément, Wnt3 conduit à des cellules engagées dans le mésoderme avec un potentiel hématopoïétique. Wnt1 s'oppose à la différenciation neuronale et constitue un facteur majeur dans l'auto-renouvellement des cellules souches neurales. Cela permet la régénération des cellules du système nerveux, ce qui constitue une preuve supplémentaire de leur rôle dans la promotion de la prolifération des cellules souches neurales. La signalisation Wnt est impliquée dans la détermination des cellules germinales, la spécification des tissus intestinaux, le développement des follicules pileux, le développement du tissu pulmonaire, la différenciation des cellules de la crête neurale du tronc, le développement du néphron, le développement des ovaires et la détermination du sexe. La signalisation Wnt s'oppose également à la formation du cœur, et l'inhibition de Wnt s'est avérée être un inducteur essentiel du tissu cardiaque au cours du développement,,, et les inhibiteurs de Wnt sont couramment utilisés pour produire des cardiomyocytes à partir de cellules souches pluripotentes,.

#### Prolifération cellulaire
Afin d'obtenir la différenciation massive des cellules nécessaire pour former les tissus cellulaires spécifiés de différents organismes, la prolifération et la croissance des cellules souches embryonnaires doit avoir lieu. Ce processus est médié par la signalisation canonique Wnt, qui augmente la β-caténine nucléaire et cytoplasmique. Une augmentation de la β-caténine peut initier l'activation transcriptionnelle de protéines telles que la cycline D1 et c-myc, qui contrôlent la transition de phase G1 à S dans le cycle cellulaire. L'entrée dans la phase S provoque la réplication de l'ADN et finalement la mitose, qui sont responsables de la prolifération cellulaire. Cette augmentation de la prolifération est directement associée à la différenciation cellulaire, car à mesure que les cellules souches prolifèrent, elles se différencient également. Cela permet la croissance globale et le développement de systèmes tissulaires spécifiques au cours du développement embryonnaire. Cela est évident dans des systèmes tels que le système circulatoire, où Wnt3a conduit à la prolifération et à l'expansion des cellules souches hématopoïétiques nécessaires à la formation des globules rouges.
La biochimie des cellules souches cancéreuses est subtilement différente de celle des autres cellules tumorales. Ces cellules dites dépendantes de Wnt détournent et dépendent d’une stimulation constante de la voie Wnt pour favoriser leur croissance, leur survie et leur migration incontrôlées. Dans le cancer, la signalisation Wnt peut devenir indépendante des stimuli réguliers, grâce à des mutations dans les oncogènes en aval et les gènes suppresseurs de tumeurs qui sont activés de manière permanente même si le récepteur normal n'a pas reçu de signal. La β-caténine se lie à des facteurs de transcription tels que la protéine TCF4 et, en combinaison, les molécules activent les gènes nécessaires. LF3 inhibe fortement cette liaison in vitro, dans les lignées cellulaires et réduit la croissance tumorale dans les modèles murins. Cela empêchait la réplication et réduisait leur capacité à migrer, le tout sans affecter les cellules saines. Aucune cellule souche cancéreuse n’est restée après le traitement. La découverte était le produit d'une « conception rationnelle de médicaments », impliquant les technologies AlphaScreens et ELISA.

#### Migration cellulaire
La migration cellulaire au cours du développement embryonnaire permet l’établissement des axes corporels, la formation des tissus, l’induction des membres et plusieurs autres processus. La signalisation Wnt aide à arbitrer ce processus, en particulier lors de l'extension convergente. La signalisation de la voie non canonique de polarité cellulaire planaire et de la voie canonique Wnt est requise pour une extension convergente appropriée pendant la gastrulation. L'extension convergente est en outre régulée par la voie Wnt/calcium, qui bloque l'extension convergente lorsqu'elle est activée. La signalisation Wnt induit également une migration cellulaire aux stades ultérieurs du développement grâce au contrôle du comportement de migration des neuroblastes, des cellules de la crête neurale, des myocytes et des cellules trachéales.
La signalisation Wnt est impliquée dans un autre processus de migration clé connu sous le nom de transition épithélio-mésenchymateuse. Ce processus permet aux cellules épithéliales de se transformer en cellules mésenchymateuses afin qu'elles ne soient plus maintenues en place au niveau de la laminine. Cela implique une régulation négative de la cadhérine afin que les cellules puissent se détacher de la laminine et migrer. La signalisation Wnt est un inducteur de la transition épithélio-mésenchymateuse, en particulier dans le développement mammaire.

### Sensibilité à l'insuline

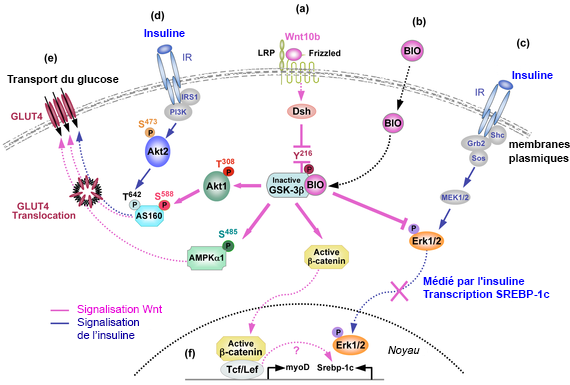
Schéma illustrant l’interaction entre les voies de signalisation Wnt et insuline.

L'insuline est une hormone peptidique impliquée dans l'homéostasie du glucose au sein de certains organismes. Plus précisément, cela conduit à une régulation positive des transporteurs de glucose dans la membrane cellulaire afin d’augmenter l’absorption du glucose dans le sang. Ce processus est partiellement médié par l'activation de la signalisation Wnt/β-caténine, qui peut augmenter la sensibilité à l'insuline d'une cellule. En particulier, WNT10B est une protéine Wnt qui augmente cette sensibilité dans les cellules musculaires squelettiques.

## Implications cliniques

### Cancer
Depuis sa découverte initiale, la signalisation Wnt est associée au cancer. Lorsque WNT1 a été découvert, il a été identifié pour la première fois comme proto-oncogène dans un modèle murin de cancer du sein. Le fait que Wnt1 soit un homologue de Wg montre qu'il est impliqué dans le développement embryonnaire, qui nécessite souvent une division et une migration cellulaires rapides. Une mauvaise régulation de ces processus peut conduire au développement de tumeurs via une prolifération cellulaire excessive.
L'activité canonique de la voie Wnt est impliquée dans le développement des tumeurs bénignes et malignes du sein. Le rôle de la voie Wnt dans la chimiorésistance tumorale a également été bien documenté, ainsi que son rôle dans le maintien d'une sous-population distincte de cellules initiatrices du cancer. Sa présence est révélée par des taux élevés de β-caténine dans le noyau et/ou le cytoplasme, qui peuvent être détectés par coloration immunohistochimique et Western blot. L’expression accrue de la β-caténine est corrélée à un mauvais pronostic chez les patientes atteintes d’un cancer du sein. Cette accumulation peut être due à des facteurs tels que des mutations de la β-caténine, des déficiences dans le complexe de destruction de la β-caténine, le plus souvent par des mutations dans des régions structurellement désordonnées de l'APC, une surexpression des ligands Wnt, une perte d'inhibiteurs et/ou une diminution de l'activité des voies de régulation (telles que la voie Wnt/calcium),,. Les tumeurs du sein peuvent métastaser en raison de l'implication de Wnt dans la transition épithélio-mésenchymateuse. Des recherches portant sur les métastases du cancer du sein de type basal dans les poumons ont montré que la répression de la signalisation Wnt/β-caténine peut empêcher la transition épithélio-mésenchymateuse, ce qui peut inhiber les métastases.
La signalisation Wnt a été impliquée dans le développement d'autres cancers ainsi que dans la tumeur desmoïde. Les modifications de l’expression de CTNNB1, qui code pour la β-caténine, peuvent être mesurées dans les cancers du sein, colorectal, du mélanome, de la prostate, du poumon et autres. Une expression accrue des protéines ligands Wnt telles que WNT1, WNT2 et WNT7A a été observée respectivement dans le développement du glioblastome, du cancer de l'œsophage et du cancer de l'ovaire. D'autres protéines qui provoquent plusieurs types de cancer en l'absence de bon fonctionnement comprennent ROR1, ROR2, SFRP4, WNT5A, WIF1 et celles de la famille TCF/LEF. La signalisation Wnt est en outre impliquée dans la pathogenèse des métastases osseuses du cancer du sein et de la prostate, des études suggérant des états activés et désactivés discrets. Wnt est régulé négativement pendant la phase de dormance par le DKK1 autocrine pour éviter la surveillance immunitaire, ainsi que pendant les étapes de dissémination par le Dact1 intracellulaire. Pendant ce temps, Wnt est activé au début de la phase de croissance par la E-sélectine.
Le lien entre la prostaglandin E2 et Wnt suggère qu'une augmentation chronique de la prostaglandin E2 liée à une inflammation pourrait conduire à l'activation de la voie Wnt dans différents tissus, entraînant une carcinogenèse.